# San Biagio (Antonio del Castillo)
San Biagio è un dipinto del pittore spagnolo Antonio del Castillo y Saavedra realizzato intorno al 1640 - 1645  e conservato nel Museo de Bellas Artes di Cordova, in Spagna. 

## Storia

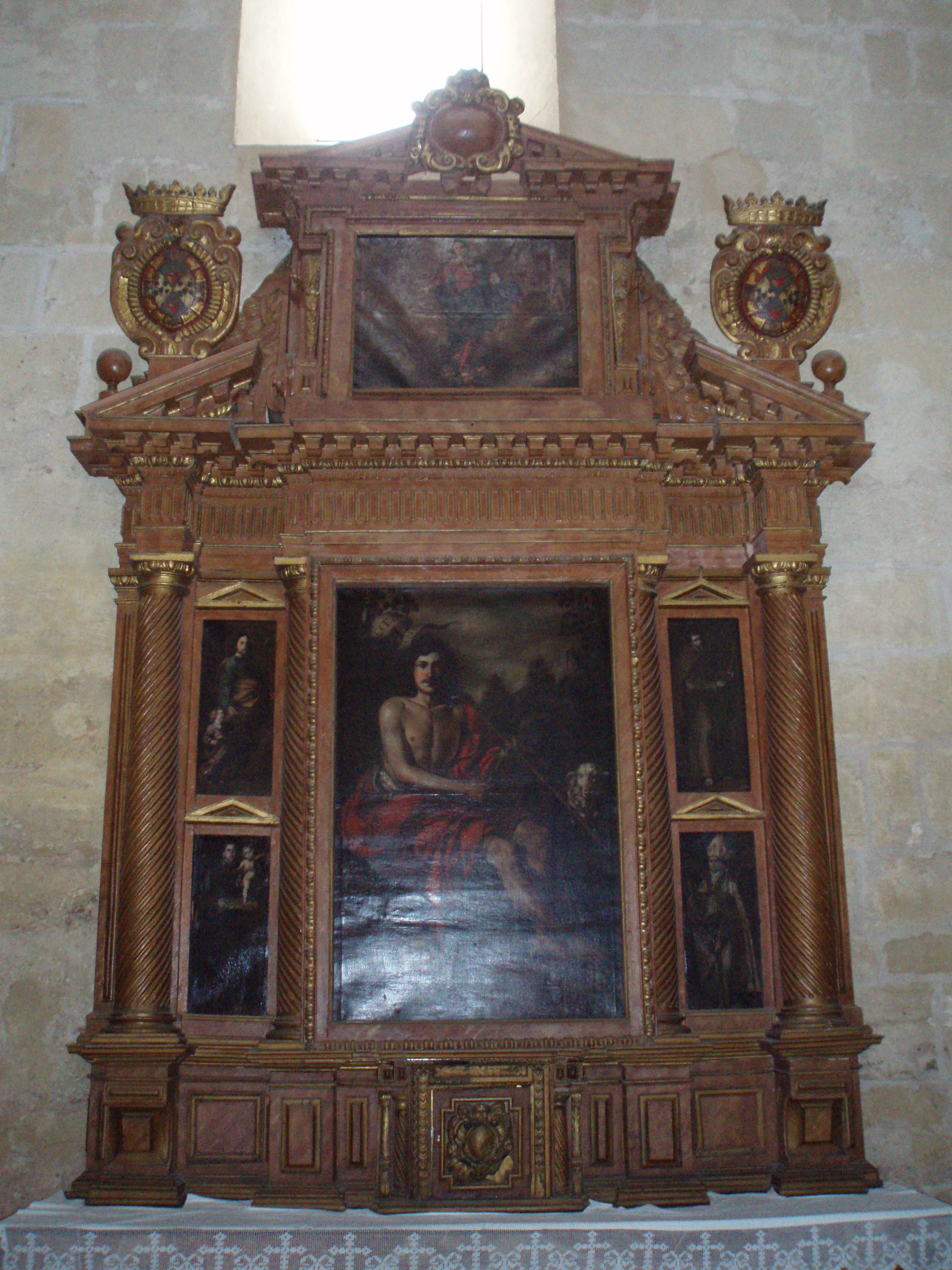
Pala d'altare di San Giovanni Battista nella Chiesa di Santa Marina dove la tela di San Biagio (in basso a destra) appare sostituita da una copia.

Fu realizzato nella prima metà degli anni 1640, faceva parte della pala d'altare dei Conti del Menado, conosciuta anche come pala d'altare di San Giovanni Battista, della chiesa del convento dei Trinitarios Calzados a Cordova. Nel XIX secolo, dopo la confisca, fu trasferito nella Chiesa di Santa Marina anche se alcune tele finirono per essere vendute e sostituite con copie eseguite da José Saló y Junquet. Le tele che componevano questa pala d'altare erano Sant'Antonio da Padova con Gesù Bambino (Museo de Bellas Artes de Cordova), San Giovanni Battista (Museo del Prado), San Biagio (Museo de Bellas Artes de Cordova), San Giuseppe con Gesù bambino (collezione privata),  San Francisco (Chiesa di Santa Marina) e l'Immacolata Concezione (Chiesa di Santa Marina). Successivamente questa tela fu acquistata dal Museo de Bellas Artes de Cordova.

## Descrizione e stile
Il soggetto è san Biagio, in stile barocco, in abiti vescovili con la mitra e il pastorale. Ai piedi si nota la presenza di pettini di ferro simbolo del suo martirio.